# 39 kroków (film 1935)
39 kroków (ang. The 39 Steps) – brytyjski thriller szpiegowski z 1935 w reżyserii Alfreda Hitchcocka, według powieści 39 stopni, czyli tajemnica Czarnego Kamienia Johna Buchana.

## Zarys fabularny
Lata 30. XX wieku. Richard Hannay spędza urlop w Londynie i podczas spektaklu w jednym z tutejszych teatrów poznaje piękną Annabellę. Dziewczyna ukrywa się przed ścigającymi ją agentami służb specjalnych. Richard zabiera ją do swojego mieszkania, jednak jeszcze tej samej nocy Annabella zostaje zamordowana, a Hannay staje się głównym podejrzanym. Postanawia rozwikłać zagadkę morderstwa i oczyścić się z podejrzeń.

## Obsada
- Robert Donat – Richard Hannay
- Madeleine Carroll – Pamela
- Lucie Mannheim – panna Annabella Smith
- Godfrey Tearle – profesor Jordan
- Peggy Ashcroft – Margaret, żona zagrodnika
- John Laurie – zagrodnik John
- Helen Haye – pani Louisa Jordan
- Frank Cellier – szeryf Watson
- Wylie Watson – pan Memory
- Gus McNaughton – komiwojażer
- Jerry Verno – komiwojażer
- Peggy Simpson – służąca

## Produkcja
Główne zdjęcia do filmu rozpoczęły się 11 stycznia 1935, w nieistniejącej już wytwórni filmowej Lime Grove Studios (znajdującej się wówczas w londyńskiej dzielnicy Shepherd’s Bush), gdzie nakręcono większość scen. W ostatnim tygodniu lutego 1935 produkcja przeniosła się do Welwyn Studios (wówczas w Welwyn Garden City, obecnie nie istnieje), którego scenografia posłużyła za ulice nieznanego szkockiego miasta w scenach, w których Hannay ukrywa się na paradzie Armii Zbawienia. Dodatkowe ujęcia nakręcono w Londynie (m.in. King’s Cross Station, London Palladium i Piccadilly Circus), Edynburgu, Fort William, na moście kolejowym Forth Bridge, linii kolejowej w Stapleford (która imituje Forth Bridge), w dolinie Glen Coe i paśmie Rannoch Moor.